# Aleucanitis sesquilina
Aleucanitis sesquilina är en fjärilsart som beskrevs av Otto Staudinger 1888. Aleucanitis sesquilina ingår i släktet Aleucanitis och familjen nattflyn. Inga underarter finns listade i Catalogue of Life.